# Classic Haribo 1998
La Classic Haribo 1998, quinta edizione della corsa, si disputò il 22 febbraio 1998 su un percorso di 205 km tra Uzès e Marsiglia. Fu vinta dall'estone Lauri Aus, che terminò in 4h34'19".

## Ordine d'arrivo (Top 10)
| Pos. | Corridore         | Squadra        | Tempo    |
| ---- | ----------------- | -------------- | -------- |
| 1    | Lauri Aus         | Casino-Ag2r    | 4h34'19" |
| 2    | Stuart O'Grady    | GAN            | a 21"    |
| 3    | Jaan Kirsipuu     | Casino-Ag2r    | a 31"    |
| 4    | Erik Zabel        | Deutsche Tel.  | s.t.     |
| 5    | Elio Aggiano      | Vit. Seguros   | s.t.     |
| 6    | Fabio Baldato     | Riso Scotti    | s.t.     |
| 7    | André Korff       | Festina        | s.t.     |
| 8    | Jay Sweet         | BigMat         | s.t.     |
| 9    | Stefano Dante     | Vini Caldirola | s.t.     |
| 10   | Christophe Mengin | F. des Jeux    | s.t.     |